# Addai Scher

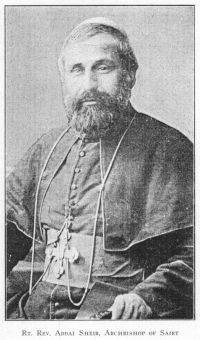
Erzbischof Addai Scher

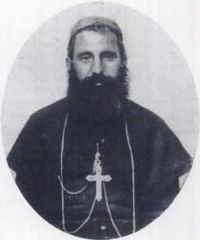
Erzbischof Addai Scher

Addaï Scher, auch Addai Sher (* 3. März 1867 in Chaklawa bei Kirkuk; † 17. (?) Juni 1915) war ein Orientalist und Bischof der Chaldäisch-Katholischen Kirche.

## Leben
Der Sohn eines chaldäischen Priesters besuchte ab 1879 das Priesterseminar der Dominikaner in Mosul und wurde am 13. August 1889 zum Priester und am 30. November 1902 zum Bischof geweiht. Er amtierte als Erzbischof von Seert (Siirt) des Patriarchats von Babylon der katholischen Chaldäer, betrieb und veröffentlichte daneben zahlreiche orientalistische Forschungen.
Am 6. Juni 1915 wurde Erzbischof Scher im Zuge der osmanischen Christenverfolgung verhaftet, konnte zunächst mit Hilfe nichtchristlicher Freunde fliehen, wurde jedoch eine Woche später auf dem Weg nach Mosul entdeckt. Da er sich weigerte zum Islam überzutreten, erschoss man ihn. Einem Bericht zufolge wurde er enthauptet und sein Kopf dem Gouverneur überbracht. Schers Residenz, das Jakobs-Kloster bei Seert (heute Schulgebäude), wurde geplündert, Bibliothek und wissenschaftlicher Nachlass zerstreut oder zerstört. Neunzehn Manuskripte seiner Sammlung blieben durch vorherige Schenkung an die Bibliothèque nationale de France (BnF) in Paris erhalten, unter anderem die Handschrift des zweiten Teils der Chronik von Seert. Weitere wertvolle Stücke, angeblich vor Ort in Kisten und Ledersäcken vergraben, wurden bisher nicht entdeckt oder ihr Fund verheimlicht.